# Гакберрі (Техас)
Гакберрі (англ. Hackberry) — місто (англ. town) в США, в окрузі Дентон штату Техас. Населення — 2973 особи (2020).

## Географія
Гакберрі розташоване за координатами 33°8′57″ пн. ш. 96°55′6″ зх. д. / 33.14917° пн. ш. 96.91833° зх. д. (33.149299, -96.918293).  За даними Бюро перепису населення США в 2010 році місто мало площу 1,77 км², з яких 1,76 км² — суходіл та 0,01 км² — водойми.

## Демографія
Згідно з переписом 2010 року, у місті мешкало 968 осіб у 304 домогосподарствах у складі 237 родин. Густота населення становила 548 осіб/км².  Було 321 помешкання (182/км²).
Расовий склад населення:
| - 61,8 % — білих - 5,5 % — чорних або афроамериканців - 3,3 % — азіатів - 0,5 % — корінних американців - 0,1 % — вихідців з тихоокеанських островів - 26,5 % — осіб інших рас |

До двох чи більше рас належало 2,3 %. Частка іспаномовних становила 54,1 % від усіх жителів.
За віковим діапазоном населення розподілялося таким чином: 29,4 % — особи молодші 18 років, 66,5 % — особи у віці 18—64 років, 4,1 % — особи у віці 65 років та старші. Медіана віку мешканця становила 30,0 року. На 100 осіб жіночої статі у місті припадало 105,5 чоловіків;  на 100 жінок у віці від 18 років та старших — 99,7 чоловіків також старших 18 років.
Середній дохід на одне домашнє господарство  становив 91 648 доларів США (медіана — 90 694), а середній дохід на одну сім'ю — 89 788 доларів (медіана — 84 118). За межею бідності перебувало 20,0 % осіб, у тому числі 34,8 % дітей у віці до 18 років та 0,0 % осіб у віці 65 років та старших.
Цивільне працевлаштоване населення становило 849 осіб. Основні галузі зайнятості: науковці, спеціалісти, менеджери — 15,3 %, роздрібна торгівля — 14,6 %, будівництво — 13,7 %, освіта, охорона здоров'я та соціальна допомога — 13,5 %.